# Ред-Оук (Айова)
Ред-Оук (англ. Red Oak) — місто (англ. city) в США, в окрузі Монтгомері штату Айова. Населення — 5596 осіб (2020).

## Географія
Ред-Оук розташований за координатами 41°0′51″ пн. ш. 95°13′28″ зх. д. / 41.01417° пн. ш. 95.22444° зх. д. (41.014130, -95.224371).  За даними Бюро перепису населення США в 2010 році місто мало площу 10,36 км², з яких 10,22 км² — суходіл та 0,15 км² — водойми.

## Демографія
Згідно з переписом 2010 року, у місті мешкали 5742 особи в 2481 домогосподарстві у складі 1475 родин. Густота населення становила 554 особи/км².  Було 2887 помешкань (279/км²).
Расовий склад населення:
| - 96,3 % — білих - 0,4 % — корінних американців - 0,3 % — чорних або афроамериканців - 0,2 % — азіатів - 1,4 % — осіб інших рас |

До двох чи більше рас належало 1,3 %. Частка іспаномовних становила 4,2 % від усіх жителів.
За віковим діапазоном населення розподілялося таким чином: 24,4 % — особи молодші 18 років, 55,5 % — особи у віці 18—64 років, 20,1 % — особи у віці 65 років та старші. Медіана віку мешканця становила 42,2 року. На 100 осіб жіночої статі у місті припадало 90,8 чоловіків;  на 100 жінок у віці від 18 років та старших — 86,9 чоловіків також старших 18 років.
Середній дохід на одне домашнє господарство  становив 44 003 долари США (медіана — 31 943), а середній дохід на одну сім'ю — 54 000 доларів (медіана — 50 104). Медіана доходів становила 40 496 доларів для чоловіків та 30 701 долар для жінок. За межею бідності перебувало 23,7 % осіб, у тому числі 38,8 % дітей у віці до 18 років та 13,8 % осіб у віці 65 років та старших.
Цивільне працевлаштоване населення становило 2198 осіб. Основні галузі зайнятості: освіта, охорона здоров'я та соціальна допомога — 29,3 %, виробництво — 20,2 %, роздрібна торгівля — 14,0 %.

## Відомі люди
- Реймонд Гаттон (1887 — 1971) — американський актор кіно.